# 김희수 (경상북도의원)
김희수(金熙洙, 1959년 3월 5일~)는 대한민국의 기업가 출신의 정치인이다. 2010년 6월 4일 지선에서 첫 당선 이후, 현재 경상북도의원(4선)이다.

## 학력
- 동국대학교 사회과학대학원 사회과학 석사

## 경력
- (합)미광계전 CEO 대표
- 포철공고 총동창회장 역임
- (사)포항시새마을회 회장
- 경북 포항시 축구협회 부회장 역임
- 대구경북경제자유구역청 조합회의 의장 역임
- 경상북도안전관리위원회 위원
- 경북 포항시 지역아동센터 연합회 자문위원
- 포항시 지역발전협의회 이사
- 민주평통 포항시 자문위원
- 2010년 7월 ~ 2014년 6월 : 제9대 경상북도의회 의원
  - 제9대 경상북도의회 의회운영위원회 위원장
- 2014년 7월 ~ 2018년 6월 : 제10대 경상북도의회 의원
  - 제10대 경상북도의회 기획경제위원회 위원장
- 2018년 7월 ~ 2022년 6월 : 제11대 경상북도의회 의원
  - 제11대 경상북도의회 행정보건복지위원회 위원
  - 제11대 경상북도의회 지진대책특별위원회 위원
  - 제11대 경상북도의회 감염병대책특별위원회 위원
  - 제11대 경상북도의회 예산결산특별위원회 위원
  - 제11대 경상북도의회 교육위원회 위원
  - 2020.07 ~ 2022.06: 제11대 경상북도의회 후반기 부의장
- 2022년 7월 ~ : 제12대 경상북도의회 의원
  - 제12대 경상북도의회 행정보건복지위원회 위원
  - 제12대 경상북도의회 독도수호특별위원회 위원
  - 제12대 경상북도의회 전반기 제2기 예산결산특별위원회 위원
  - 제12대 경상북도의회 교육위원회 위원

## 역대 선거 결과
|  | 58.02% |

|  | 65.23% |

|  | 49.48% |

|  | 74.06% |

## 가족 관계
아들은 김용현씨 코미디언 출신 유튜버다.